# Mar d'Arafura
El mar d'Arafura és un braç poc profund de l'oceà Pacífic que cobreix la plataforma continental situada entre Austràlia i Nova Guinea.

## Geografia
El mar d'Arafura limita amb el Golf de Carpentària i el continent d'Austràlia al sud, el mar de Timor a l'oest, els mars de Banda i Seram al nord-oest i l'estret de Torres a l'est. (just a l'altra banda de l'estret, més a l'est, hi ha el Mar del Corall). El mar d'Arafura té 1,290 km de llarg i 560 km ample. La profunditat del mar és de 50–80 m a la majoria de llocs, amb la profunditat augmentant cap a l'oest. Com que és un mar tropical poc profund, les aigües són favorables per a la formació de ciclons tropicals.
El mar es troba sobre la plataforma Arafura, que és una secció de la plataforma Sahul. Durant la darrera era glacial, com que el nivell del mar era molt baix, la plataforma d'Arafura, el golf de Carpentària i l'estret de Torres formaven un gran pont de terra que connectava Austràlia i Nova Guinea, cosa que va facilitar la migració dels humans des d'Àsia cap a Austràlia. Aquestes masses de terra combinades reben el nom de continent de Sahul.
És un mar amb una gran biodiversitat i molts recursos marins, però la intensa activitat pesquera, sovint il·legal, l'està afectant de manera negativa. De cara a preservar-los, el 2002 es creà el Fòrum expert dels mars d'Arafura i de Timor (les sigles en anglès: ATSEF) per promoure'n una gestió sostenible tant des d'un punt de vista econòmic com per a la salvaguarda del medi ambient.

### Extensió
L'Organització Hidrogràfica Internacional (OHI) classifica el mar d'Arafura com una de les masses d'aigua de l'arxipèlag de les Índies Orientals. L'OHI defineix els seus límits de la següent manera:
| « | Al nord. El límit sud-est del Mar de Seram [Una línia des de Karoefa, Nova Guinea, fins a l'extrem sud-est de l'illa Adi, des d'allí fins a Tg. Borang, el punt nord de Noehoe Tjoet [ Kai Besar ] (5° 17′ S, 133° 09′ E / 5.283°S,133.150°E)] i el límit oriental del mar de Banda [Des de Tg Borang, el punt nord de Noehoe Tjoet, a través d'aquesta illa fins al seu punt sud, des d'allà una línia fins al punt nord-est de Fordata, a través d'aquesta illa i fins al punt nord-est de Larat, illes Tanimbar (7° 06′ S, 131° 55′ E / 7.100°S,131.917°E _ _ _8° 21′ S, 130° 45′ E / 8.350°S,130.750°E)]. A l'est. La costa sud-oest de Nova Guinea des de Karoefa (133°27'E) fins a l'entrada del riu Bensbak (141°01'E), i des d'allà una línia fins a l'extrem nord-oest de la Península del Cap York, Austràlia (11° 05′ S, 142° 03′ E / 11.083°S,142.050°E). Al sud. Per la costa nord d'Austràlia des de l'extrem nord-oest de la península de York fins al cap Don (11° 19′ S, 131° 46′ E / 11.317°S,131.767°E). A l'oest. Una línia des del cap Don fins a Tanjong Aro Oesoe, el punt sud de Selaroe (illes Tanimbar). | » |

### Clima
El mar d'Arafura presenta un clima tropical amb vents constants durant tot l'any. Un corrent càlid conegut com el Throughflow d'Indonèsia travessa les seves aigües, connectant l'oceà Pacífic amb l'oceà Índic, i té un gran impacte en la temperatura i el clima de la regió.
Encara que el mar d'Arafura experimenta vents estables en la major part de l'any, durant els mesos d'estiu és afectat per ciclons tropicals i vents monsònics. La temperatura de les aigües oscil·la al voltant dels 27-28 °C, però s'anticipa un augment a causa del canvi climàtic global.
Les variacions estacionals en la temperatura són lleugeres; a l'hivern, pot baixar fins als 25-26 °C. Això fa que el mar sigui un hàbitat acollidor per a una diversitat d'animals i plantes marines, ja que mai fa massa calor ni massa fred.

### Ports
Port Amampare, situat a la costa sud-oest de Nova Guinea, és un port clau per a l'exportació de coure i or provinent de les mines d'Erstsberg i Nassau. El port gestiona principalment concentrat de coure, or, càrrega general, aliments i maquinària. Amb més de 150 vaixells que hi arriben anualment, Amampare maneja una càrrega total d'1.800.000 tones. La seva terminal té una longitud d'atracada de 250 metres i pot acomodar vaixells de fins a 20.000 DWT.
Gove Harbour, situat al Territori del Nord d'Austràlia, està envoltat pel golf de Carpentaria a l'est i el mar d'Arafura al nord. Aquest port importa càrrega general, alúmina, bauxita i hidròxid d'alumini. A més, disposa d'un moll de pesca i acull barques locals. Anualment, Gove Harbour rep 125 vaixells i dues barques costaneres a la setmana.
Merauke, situat a la riba sud d'Irian Jaya, al costat del riu Merauke, és un port conegut per exportar copra, pells de cocodril i fusta. També té una alta activitat de trànsit de ferri.
Finalment, una terminal petroliera es troba més al nord. Aquest port gestiona anualment aproximadament 170.300 tones de càrrega, 15.400 TEU i més de 500 arribades de vaixells.

### Rius
El mar d'Arafura compta amb poques desembocadures fluvials, sent el Digul l'únic riu rellevant que arriba fins a aquest mar. Amb una longitud de 853 km, Digul és el quart riu més extens de Nova Guinea, amb una conca hidrogràfica que abasta 45.900 km². Conegut també com a riu Digoel, neix a les muntanyes Star a la província de Papua de Nova Guinea. Després de recórrer 525 quilòmetres travessant zones pantanoses, desemboca al mar d'Arafura al nord de l'illa de Yos Sudarso. El riu és navegable fins a la ciutat de Tanahmerah, situada a uns 320 quilòmetres riu amunt.

## Nom
L'enregistrament europeu del nom Mar d'Arafura es remunta almenys a 1663, quan Joan Blaeu va registrar en el text del seu mapa mural de les Índies Orientals (Archipelagus Orientalis, sive Asiaticus) que els habitants de l'interior de les Moluques s'anomenen Alfores.
El nom del mar també va aparèixer a les 1837 Sailing Directions for the Arafura Sea de George Windsor Earl, que va compilar a partir de les narracions de Lieuts Kolff i Modera de la Royal Netherlands Navy.
Tot i que s'ha suggerit que el nom del mar d'Arafura és una alteració de la paraula portuguesa Alfours, que significa homes lliures, sembla més probable que el mar tingui el nom d'Harrafora, el nom indígena per a la gent de les muntanyes a les Moluques (part d'Indonèsia). Aquesta va ser l'explicació registrada pels tinents holandesos Kolff i Modera a la dècada de 1830.
Thomas Forrest va navegar per les Moluques el 1775, i va documentar que hi havia persones que es deien Harafora vivint a l'extrem occidental de Nova Guinea, en subordinació a les Papuas. També va informar de la seva presència a Magindano (Mindanao). El geògraf Conrad Malte-Brun va repetir els informes de Forrest sobre una raça de Haraforas l'any 1804, i va afegir Borneo a la llista de llocs on va habitar aquest grup. L'etnòleg James C. Prichard va descriure els Harafora com a caçadors de caps. John Coulter, en el seu relat d'una estada a l'interior del sud-oest de Nova Guinea el 1835, es va referir a la tribu d'allà com a Horrafora, i va tenir la impressió que els papús i els Horrafora eren dos grups diferents de Nova Guinea.
El Diccionari toponímic d'AJ van der Aa de 1939, redescobert recentment als Arxius Nacionals Holandesos, ofereix aquesta explicació del nom del mar: «Els habitants de les Moluques es deien a si mateixos 'haraforas', traduint 'Anak anak gunung' com a 'fills de les muntanyes'».

## Pesca
El mar d'Arafura és un ric recurs pesquer, especialment per a gambes i peixos demersals. Les espècies econòmicament importants són barramundi, epinefelins, gambes penèids i peixos nemiptèrids, entre d'altres.
En un moment en què molts ecosistemes marins i poblacions de peixos d'arreu del món es redueixen o s'esfondren, el mar d'Arafura destaca com una de les pesqueries marines més riques de la Terra. No obstant això, els recursos naturals de l'Arafura han estat sotmesos a una major pressió per les activitats pesqueres il·legals, no declarades i no regulades.
El Fòrum d'Experts dels mars d'Arafura i Timor (ATSEF) es va establir l'any 2002 per promoure la gestió econòmicament i ambientalment sostenible d'aquests mars.